# Ланчана реакција (филм из 1996)
Ланчана реакција (енгл. Chain Reaction) је амерички акциони трилер филм из 1996. године режисера Ендру Дејвиса, са Кијану Ривсом, Морганом Фрименом, Рејчел Вајс и Брајаном Коксом у главним улогама.
Радња се усредсређује на проналазак новог незагађујућег извора енергије заснованог на водонику и покушаје владе Сједињених Држава да спречи ширење ове технологије у друге земље.

## Радња
Група научника са Универзитета у Чикагу ради на коришћењу воде као извора неисцрпне енергије. Под руководством др Алистера Барклија, и уз финансијску подршку утицајног индустријалца Пола Шенона (Морган Фриман), налазе се два млада студента, Еди Казаливич (Кијану Ривс) и Лили Синклер (Рејчел Вајз). Једног лепог дана, захваљујући открићу младог Едија, могуће је добити енергију из водоника, користећи хладну нуклеарну фузију. Убрзо након овог револуционарног открића, Еди проналази свог шефа мртвог, а лабораторија је уништена. Долази до снажне експлозије, а истовремено нестаје сва развојна документација. Полиција и ФБИ трагају за починиоцима међу бившим истраживачима.
Главни осумњичени су Лили, која прима факс поруку у име колеге физичара из Кине Лу Чена, који је нестао пре експлозије, и Еди, у чијем стану полиција проналази 250.000 долара и сателитску опрему за међународну комуникацију, вероватно са Кином. Тако, кријући се од полиције и изасланика мистериозне организације Ц-Системс, Еди и Лили траже праве узроке онога што се догодило, а једина нада за њих је утицајни Пол Шенон.
Раздвојили су се и договорили да се нађу на главној железничкој станици. Полиција прогања Едија, али он успева да спектакуларно побегне преко моста који се уздиже преко реке. Након тога се састају на перону, по договору, и одлазе на безбедно место. Тамо Еди контактира Шенона, али ФБИ прати позив и проналази бегунце. Беже и преноће у туђој празној кући. Касније шаљу поруку Шенону да ће се састати са њим у музеју. Стигавши поново у Чикаго, ступају у контакт са Шеноном, али његови људи киднапују Лили и одводе је у тајни објекат док Еди бежи. Тамо Лили упознаје Лу Чен, који је такође киднапован. Лили и Лу морају да пронађу тачну звучну фреквенцију која гарантује стабилност процеса производње енергије, а коју само Еди зна.
Испоставило се да иза свега овога стоји владина завера, коју води Пол Шенон, да развије нове технологије како би – кажу – спречили надолазећу економску кризу. Еди се инфилтрира у тајни објекат и изазива експлозију. У конфузији успева да спасе Лили и у последњем тренутку проналазе начин да изађу. Пол Шенон пуца у свог присталицу, Лајмана, јер је отишао предалеко у својим акцијама (његови људи су убили доктора Барклија, подметнули новац Едију и убили локалног полицајца да још више подметну Едију), а такође су одлучили - против Шенонове жеље - да убије непотребне сведоке Едија и Лили.
Али пре експлозије, Еди шири информације путем факса о скривеном објекту и дели техничке податке за еколошки прихватљив процес производње енергије. Преко интернета, ФБИ и хиљаде научника широм света добијају приступ новим технологијама. Тако он избељује Лили и себе пре него што ФБИ стигне у уништени објекат.

## Улоге
| Глумац            | Улога               |
| ----------------- | ------------------- |
| Кијану Ривс       | Еди Казаливич       |
| Морган Фримен     | Пол Шенон           |
| Рејчел Вајс       | др. Лили Синклер    |
| Фред Ворд         | ФБИ Агент Леон Форд |
| Кевин Дан         | ФБИ Агент Дојл      |
| Брајан Кокс       | Лајман Ерл Колијер  |
| Ци Ма             | Лу Чен              |
| Џоана Касиди      | Меги Макдермот      |
| Рон Дин           | Ник Зингаро         |
| Челси Рос         | Ед Раферти          |
| Николас Рудал     | др. Аластер Баркли  |
| Кшиштоф Пјечински | Лукаш Скребњески    |